# Championnats de Chine de patinage artistique

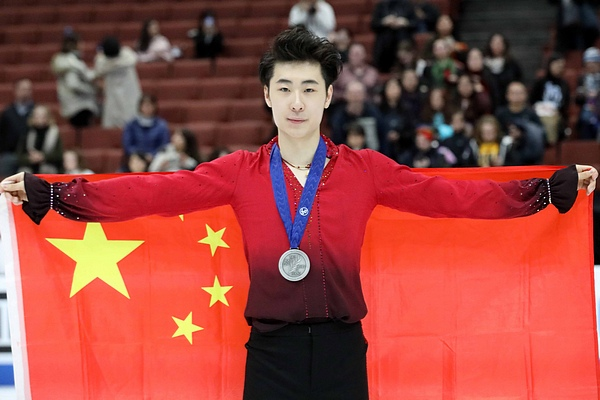
Jin Boyang, quintuple vainqueur du simple messieurs

Les championnats de Chine de patinage artistique (en chinois : 全国花样滑冰锦标赛) sont organisés chaque année pour déterminer les champions nationaux de la République populaire de Chine. Ils se déroulent dans les quatre disciplines du patinage artistique: simple messieurs, simple dames, patinage en couple et danse sur glace.
Il existe également des championnats de patinage artistique pour la République de Chine (Taïwan) qui sont distincts de ceux de la Chine populaire.

## Palmarès des champions de Chine populaire
Les noms de famille asiatique précèdent toujours les prénoms.
| Date | Lieu      | Messieurs     | Dames            | Couples                   | Danse                       |
| ---- | --------- | ------------- | ---------------- | ------------------------- | --------------------------- |
| 1989 |           |               |                  |                           |                             |
| 1990 |           |               | Chen Lu          |                           |                             |
| 1991 |           |               | Chen Lu          |                           |                             |
| 1992 |           |               | Chen Lu          |                           |                             |
| 1993 |           | Liu Yueming   | Chen Lu          | Shen Xue et Zhao Hongbo   |                             |
| 1994 | Changchun | Zhang Min     | Chen Lu          | Shen Xue et Zhao Hongbo   |                             |
| 1995 |           |               | Chen Lu          |                           |                             |
| 1996 |           |               | Chen Lu          | Shen Xue et Zhao Hongbo   | Zhang Weina et Cao Xianming |
| 1997 |           |               | Chen Lu          | Shen Xue et Zhao Hongbo   | Zhang Weina et Cao Xianming |
| 1998 |           | Li Chengjiang | Chen Lu          | Shen Xue et Zhao Hongbo   | Zhang Weina et Cao Xianming |
| 1999 |           | Li Chengjiang | Wang Huan        | Shen Xue et Zhao Hongbo   | Zhang Weina et Cao Xianming |
| 2000 |           |               | Fang Dan         | Pang Qing et Tong Jian    | Zhang Weina et Cao Xianming |
| 2001 | Changchun | Li Chengjiang | Chen Lu          | Shen Xue et Zhao Hongbo   | Yang Fang et Gao Chongbo    |
| 2002 | Harbin    | Li Chengjiang | Fang Dan         | Shen Xue et Zhao Hongbo   | Zhang Weina et Cao Xianming |
| 2003 | Harbin    | Zhang Min     | Fang Dan         | Zhang Dan et Zhang Hao    | Yang Fang et Gao Chongbo    |
| 2004 | Harbin    | Li Chengjiang | Xu Binshu        | Pang Qing et Tong Jian    | Yang Fang et Gao Chongbo    |
| 2005 | Nankin    | Zhang Min     | Liu Yan          | Ding Yang et Ren Zhongfei | Yang Fang et Gao Chongbo    |
| 2006 | Qiqihar   | Gao Song      | Xu Binshu        | Zhao Rui et An Yang       | Yu Xiaoyang et Wang Chen    |
| 2007 | Pékin     | Li Chengjiang | Liu Yan          | Pang Qing et Tong Jian    | Huang Xintong et Zheng Xun  |
| 2008 | Qiqihar   | Wu Jialiang   | Liu Yan          | Zhang Dan et Zhang Hao    | Yu Xiaoyang et Wang Chen    |
| 2009 | Pékin     | Song Nan      | Liu Yan          | Dong Huibo et Wu Yiming   | Huang Xintong et Zheng Xun  |
| 2010 | Pékin     | Yan Han       | Liu Yan          | Sui Wenjing et Han Cong   | Yu Xiaoyang et Wang Chen    |
| 2011 | Qiqihar   | Yan Han       | Li Zijun         | Sui Wenjing et Han Cong   | Huang Xintong et Zheng Xun  |
| 2012 | Changchun | Song Nan      | Li Zijun         | Zhang Dan et Zhang Hao    | Huang Xintong et Zheng Xun  |
| 2013 | Harbin    | Song Nan      | Li Zijun         | Yu Xiaoyu et Jin Yang     | Yu Xiaoyang et Wang Chen    |
| 2014 | Changchun | Jin Boyang    | Zhang Kexin      | Peng Cheng et Zhang Hao   | Huang Xintong et Zheng Xun  |
| 2015 | Changchun | Jin Boyang    | Li Zijun         | Yu Xiaoyu et Jin Yang     | Wang Shiyue et Liu Xinyu    |
| 2016 | Harbin    | Jin Boyang    | Zhao Ziquan      | Wang Xuehan et Wang Lei   | Zhao Yue et Zheng Xun       |
| 2017 | Jilin     | Jin Boyang    | Zhao Ziquan      | Peng Cheng et Jin Yang    | Chen Hong / Zhao Yan        |
| 2018 | Changchun | Yan Han       | Li Xiangning     | Yu Xiaoyu et Zhang Hao    | Wang Shiyue et Liu Xinyu    |
| 2019 | Harbin    | Jin Boyang    | Yi Christy Leung | Peng Cheng et Jin Yang    | Wang Shiyue et Liu Xinyu    |
| 2020 | Changchun | Yan Han       | An Xiangyi       | Peng Cheng et Jin Yang    | Wang Shiyue et Liu Xinyu    |

## Records
Les records sont ici pour les patineurs ayant été au moins 6 fois champion de Chine.
- Catégorie Messieurs :

| Patineurs     | Nombre de titres | Années                             |
| ------------- | ---------------- | ---------------------------------- |
| Li Chengjiang | 6                | 1998, 1999, 2001, 2002, 2004, 2007 |

- Catégorie Dames :

| Patineuses | Nombre de titres | Années                                                     |
| ---------- | ---------------- | ---------------------------------------------------------- |
| Chen Lu    | 10               | 1990, 1991, 1992, 1993, 1994, 1995, 1996, 1997, 1998, 2001 |

- Catégorie Couples :

| Patineurs               | Nombre de titres | Années                                         |
| ----------------------- | ---------------- | ---------------------------------------------- |
| Shen Xue et Zhao Hongbo | 8                | 1993, 1994, 1996, 1997, 1998, 1999, 2001, 2002 |

- Catégorie Danse :

| Patineurs                   | Nombre de titres | Années                                                                               |
| --------------------------- | ---------------- | ------------------------------------------------------------------------------------ |
| Zhang Weina et Cao Xianming | 6                | 1996, 1997, 1998, 1999, 2000, 2002                                                   |
| Zheng Xun                   | 6                | Avec 2 partenaires : Huang Xintong (2007, 2009, 2011, 2012, 2014) et Zhao Yue (2016) |